# Lansdowne-Baltimore Highlands
Lansdowne-Baltimore Highlands is een plaats (census-designated place) in de Amerikaanse staat Maryland, en valt bestuurlijk gezien onder Baltimore County.

## Demografie
Bij de volkstelling in 2000 werd het aantal inwoners vastgesteld op 15.724.

## Geografie
Volgens het United States Census Bureau beslaat de plaats een oppervlakte van
11,1 km², waarvan 10,6 km² land en 0,5 km² water.

## Plaatsen in de nabije omgeving
De onderstaande figuur toont nabijgelegen plaatsen in een straal van 8 km rond Lansdowne-Baltimore Highlands.